# جوردانو برونو
جوردانو برونو (به ایتالیایی: Giordano Bruno) (زاده ۱۵۴۸ – درگذشته ۱۷ فوریه ۱۶۰۰) کشیش و فیلسوف و کیهان‌شناس ایتالیایی بود.
او بخاطر عقایدش که مخالف تعلیمات کلیسای کاتولیک بود به حکم دادگاه تفتیش عقاید به حکم کاردینال رابرت بلامین و با موافقت پاپ کلمنت هشتم در شهر رم سوزانده شد. به همین دلیل او را از شهدای علم می‌دانند.

## زندگی
جوردانو برونو که خود را «همشهری و خادم جهانیان» و «فرزند خورشید و زمین» می‌خواند، پسر یک مرد نظامی بود. در ۱۴ سالگی وارد خانقاه شد و به سرعت علوم مربوط به اسکولاستیسم را فرا گرفت و به زودی به پوچی آن پی برد و از آن روی گردانید و شروع به تبلیغ افکار خود نمود و همین امر موجب گردید خشم کلیسا را برافروزد و او را تحت تعقیب قرار دهند. جوردانو برونو به پاریس فرار کرد و در آنجا هانری سوم او را به عنوان سفیر کبیر فرانسه به انگلستان گسیل داشت. در سال ۱۵۹۱ شخصی به نام «جووانی موچینگو» به وی نامه نوشت و از او دعوت کرد به ایتالیا سفر کند و معلم او شود. جوردانو برونو در اثر اشتیاقی که برای دیدار وطن داشت بار سفر بست و به ونیز رفت و در آنجا گرفتار سازمان تفتیش عقاید مذهبی شد و به جرم الحاد اعدام گردید.
او خطاب به کشیشان دادگاه گفت:
 آقایان محترم امروز شما از صدور این رای محکومیت بیشتر متوحش هستید تا من که آن را دریافت میکنم.
جوردانو برونو نظر به وحدت وجودی داشت و زمان را لایتناهی می‌دانست و اعتقاد داشت خدا واحد است (که البته کتاب مقدس نیز خدا را واحد میداند) و تمام تضادها در او محو و نابود می‌شود. هم‌آهنگی جاودانی منبعث از اوست. خدا جوهر طبیعت است. بهترین طریق پرستش او شناخت قوانین طبیعت و استفاده از این قوانین به نحو احسن است. وی روح را عنصر فنا ناپذیری می‌دانست، منتهی روح و ماده را یکی می‌دانست.
مایکل وایت، بر اساس داستان زندگی جوردانو برونو، کتابی به نام پاپ و مرتد نوشته که به فارسی نیز برگردانده شده‌است.